# Galette des rois
La galette des rois è un dolce francese consumato all'Epifania nei paesi francofoni. Al suo interno è nascosta una figurina  e tra i commensali non si sa a chi capiterà di trovarla.

## Descrizione
Nel nord della Francia, è in origine una galletta a base di pasta sfoglia dorata in forno e, per tradizione, farcita con crema frangipane. Può anche essere farcita con diverse preparazioni: frutta, creme, cioccolato o salsa alle mele.
Nel sud della Francia, il dolce dei re è una brioche alla frutta candita a forma di corona, profumata ai fiori d'arancio: in tale regione, è preferita a quella di pasta sfoglia.
Ci sono anche delle varianti a base di pasta frolla, soprattutto in Belgio.

## I dolci dei re

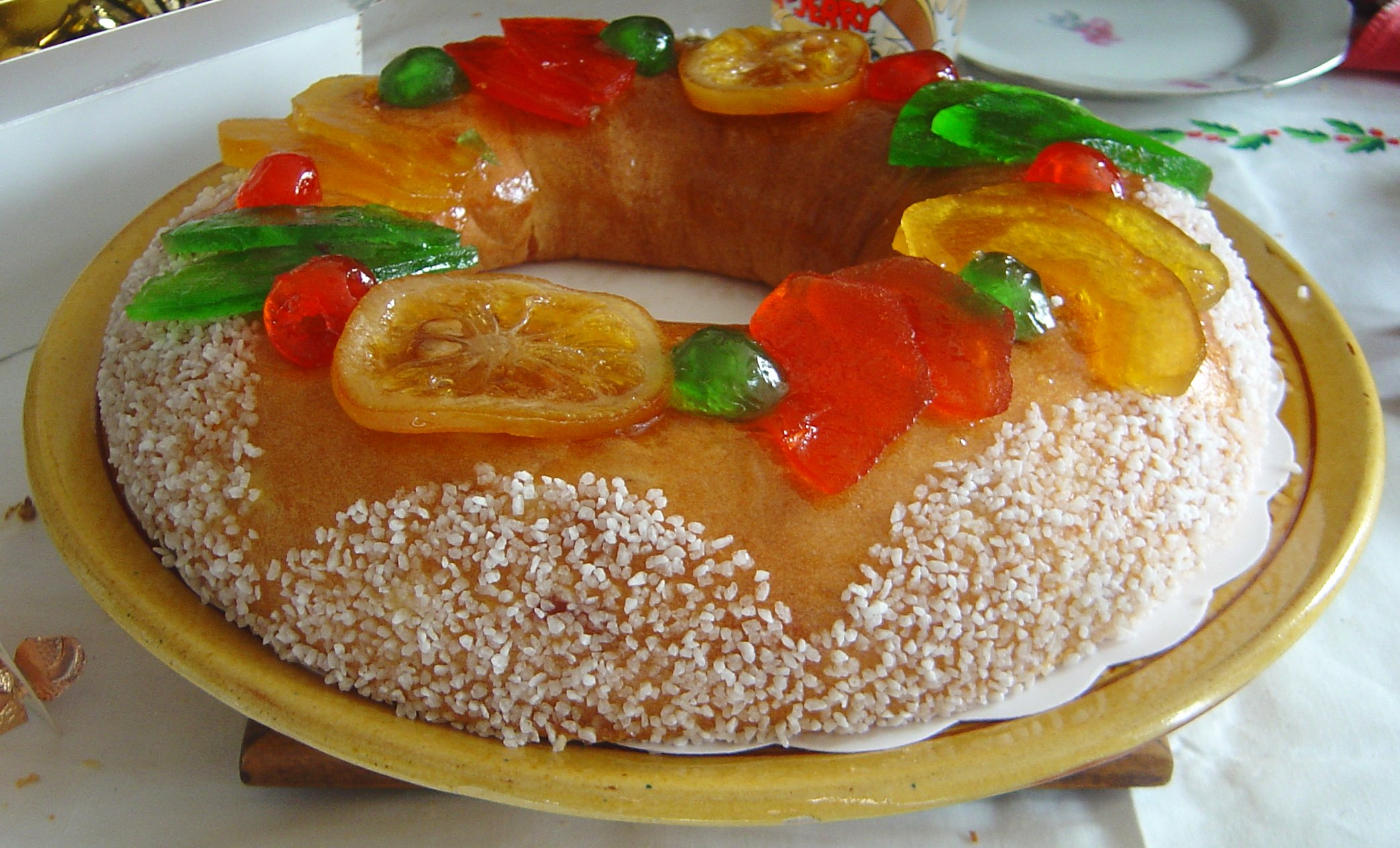
Versione a brioche dell'Occitania

Il nome, "galletta dei re", si spiega con il suo riferimento ai Re Magi, festeggiati proprio il giorno del sei gennaio.
Nel dolce si nasconde per tradizione una fava, simbolo di fecondità; nelle famiglie più benestanti, si trova in alternativa la piccola figura di un re, simile a un soldatino: la persona a cui capita di avere l'oggetto nascosto nel suo pezzo di dolce - in francese chiamata la fève (la fava appunto)  - è considerata il re della giornata. Tradizionalmente si decora la torta con una coroncina di carta dorata.
La stessa tradizione è presente anche in altri paesi, ma con altri dolci.
- Nei paesi germanofoni si trova ad esempio il Dreikönigskuchen;
- in quelli anglofoni il King cake;[4]
- nei paesi iberici viene preparato il roscón de Reyes, che contiene tanto la fava quanto il re;.[5]
- in Portogallo il bolo-rei.[6]
- in Grecia a Capodanno ricorre il periodo della vasilopita, che contiene una moneta oppure un ciondolo.

In Italia la tradizione della figurina non è molto nota dato l'uso prevalente di festeggiare, il 6 gennaio, la Befana piuttosto che i Re Magi.
Al posto di una fava o di un re, è possibile trovare figuri dei più svariati tipi, anche in porcellana (vedi sotto).

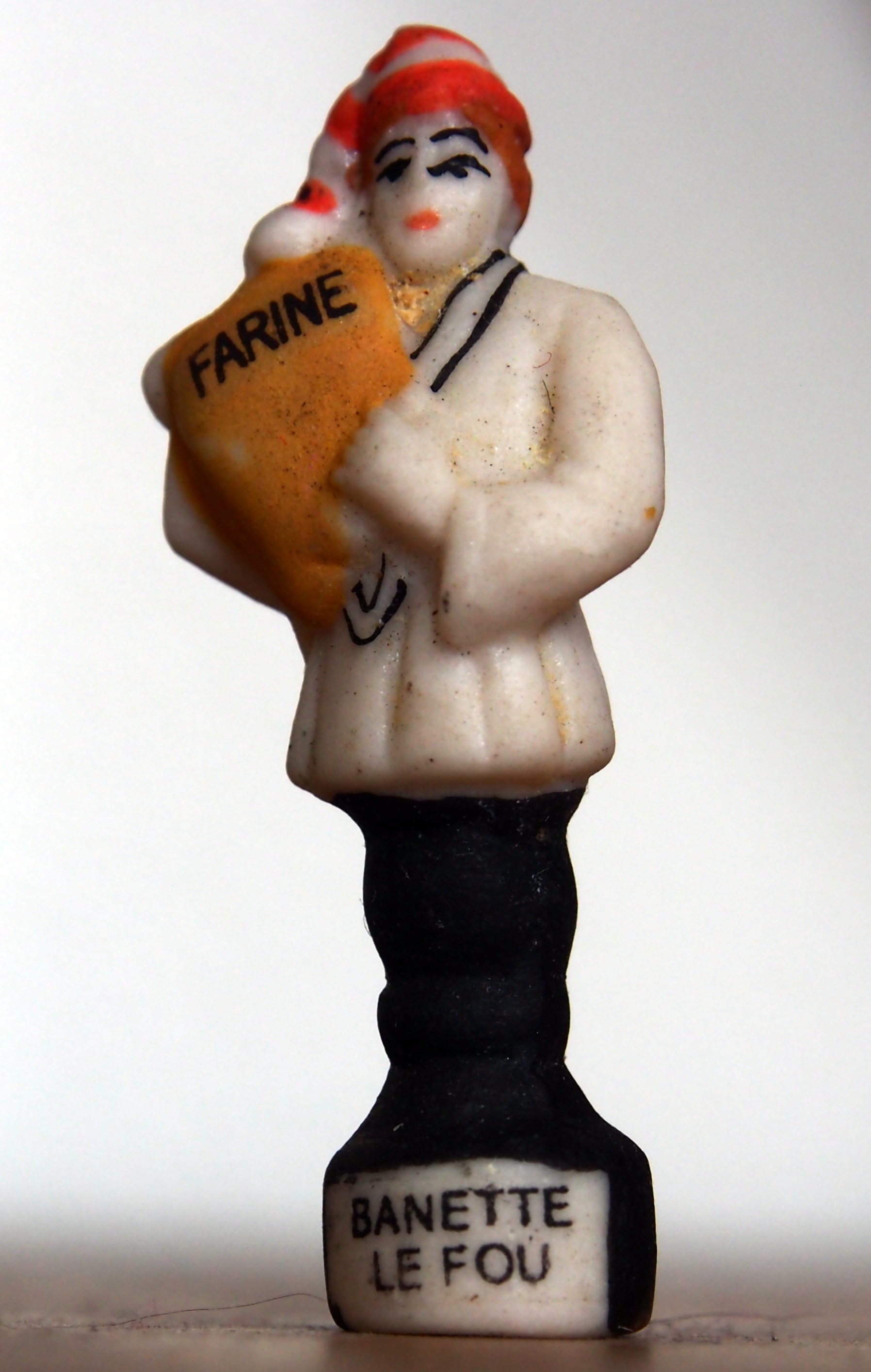
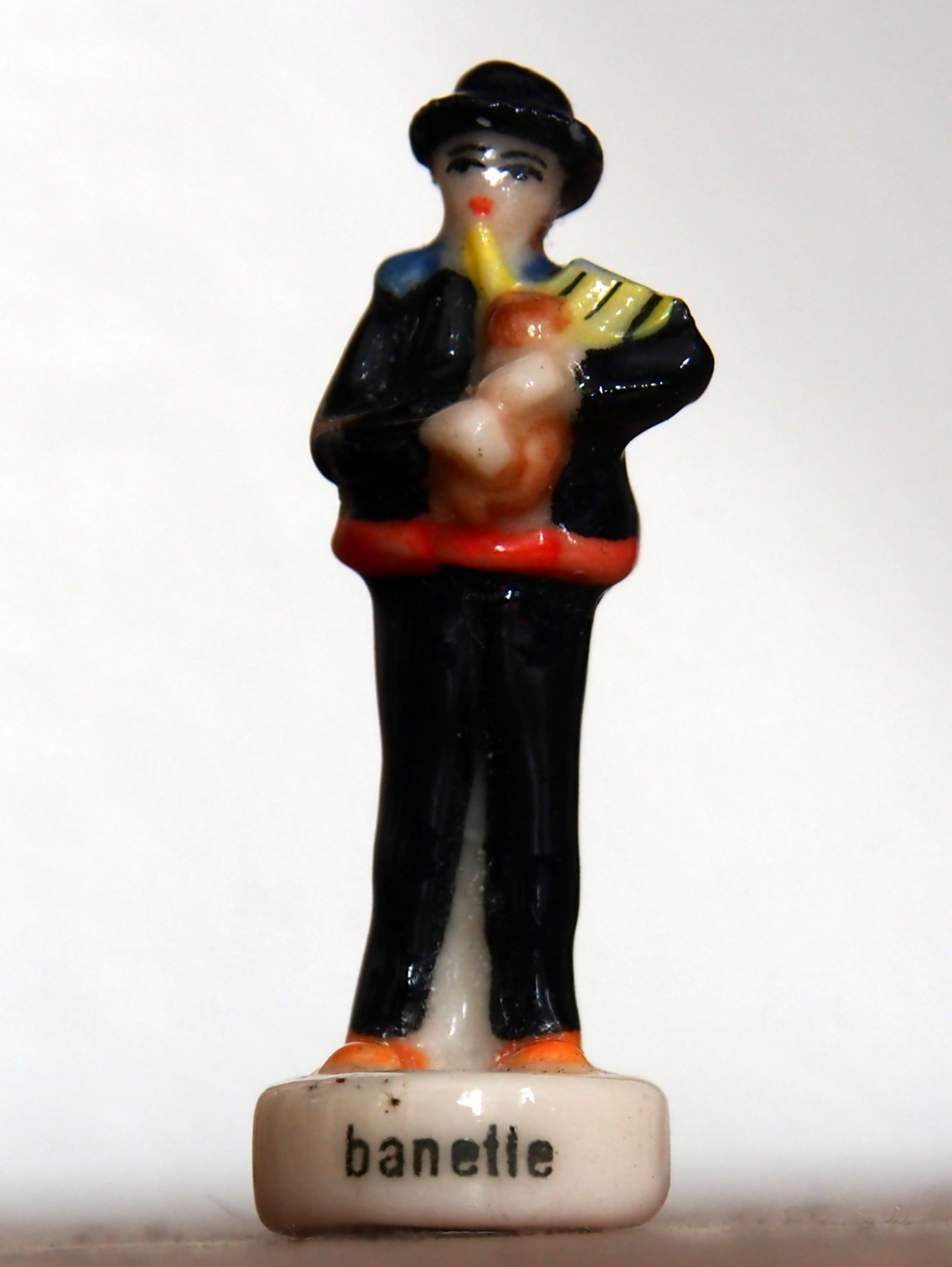
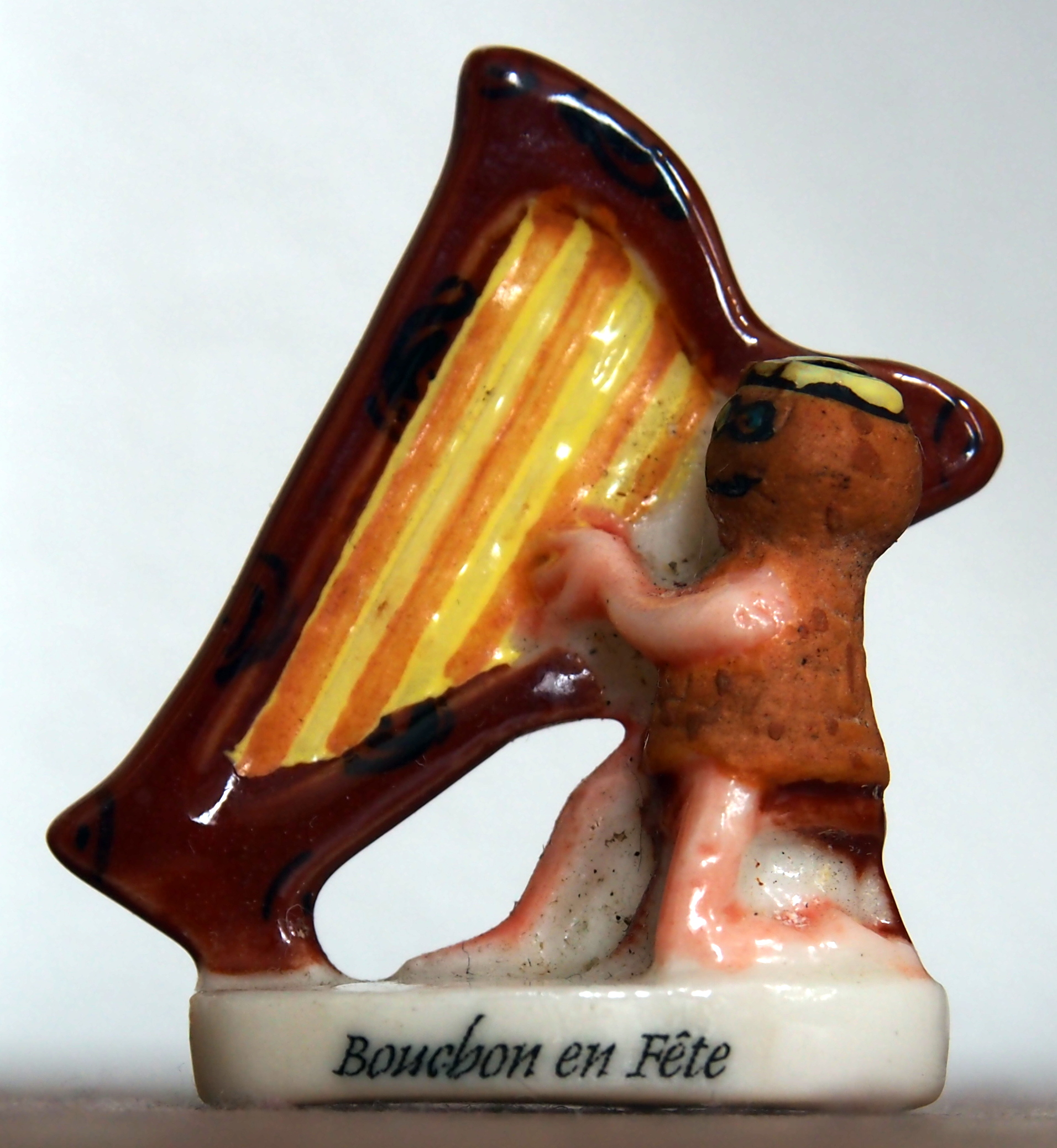
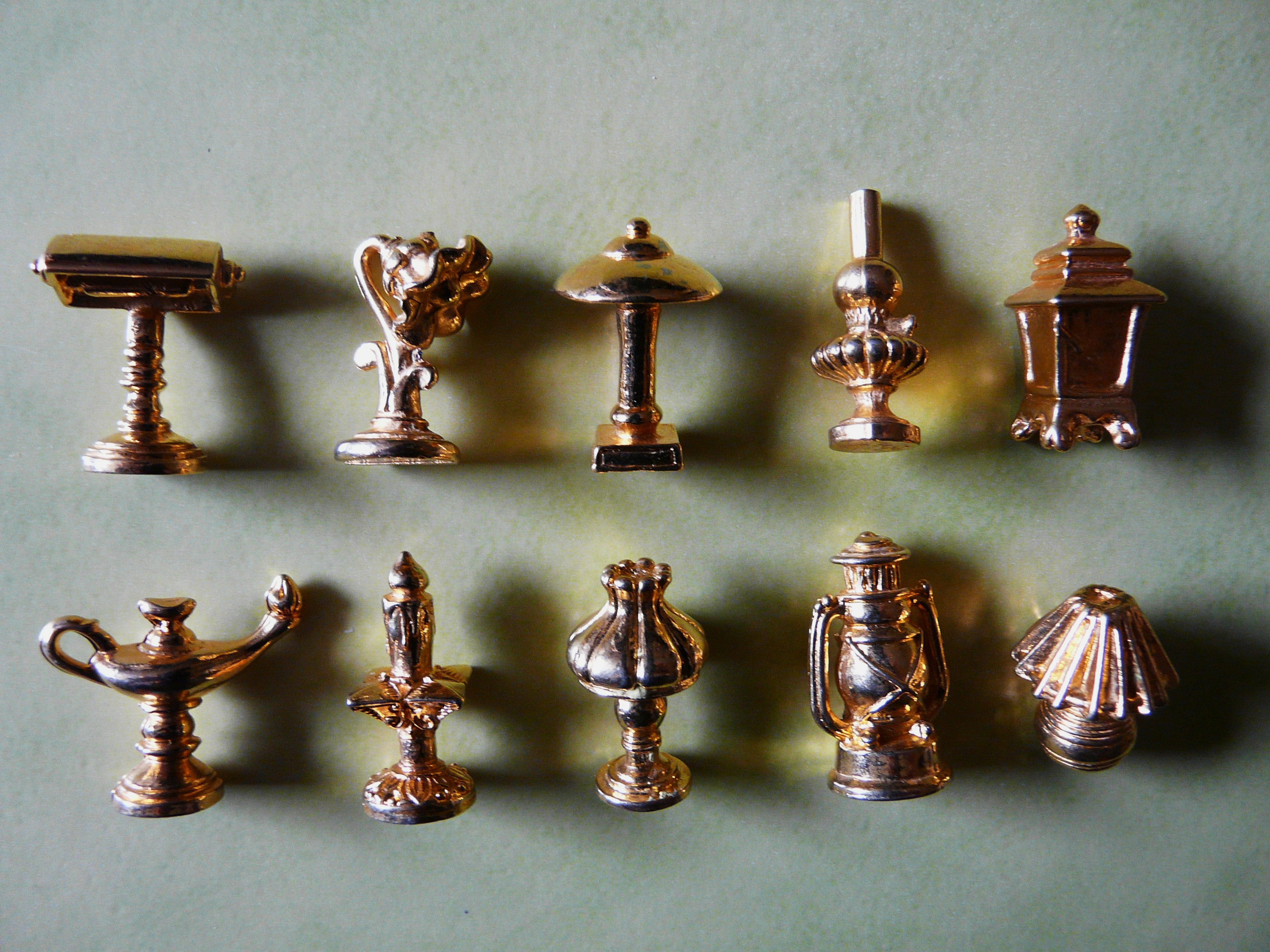